# Are You Ready (canción de Hannah Montana)
Are You Ready es el primer sencillo del álbum Hannah Montana Forever, banda sonora de la serie de Disney con el mismo nombre, interpretada por Miley Cyrus. 
La canción debutó en Radio Disney el 14 de mayo de 2010, y fue lanzada como sencillo promocional el 1 de julio del mismo año, exclusivamente a través de la página de descargas digitales Wal-Mart. El 3 de septiembre fue lanzado en los mercados digitales de Europa. Le siguieron I'm Still Good y Que Será, que fueron estrenadas en Radio Disney el 13 de agosto y 3 de septiembre respectivamente. Un vídeo musical fue lanzado el 14 de agosto de 2010.[cita requerida]

## Formatos y lista de canciones
1. "Are You Ready" 3:25

## Video musical
El video musical de Are You Ready es el primero de Hannah Montana Forever, donde Miley Cyrus sale con un vestido amarillo, sobre una máquina. El vídeo fue lanzado internacionalmente el 12 de mayo de 2010 (para América del Norte y Central, y el Caribe) y el 15 de agosto (para Australia, Asia, Europa, África y América del Sur).[cita requerida]

## Charts
| Chart (2009)           | Posición |
| ---------------------- | -------- |
| U.S. Billboard Hot 100 | 86       |
| Canadian Hot 100       | 97       |
| Brasil Hot 100         | 32       |
| Portugal Top 40        | 12       |
| ITunes México          | 5        |
| ITunes US              | 17       |
| ITunes New Zealand     | 14       |
| ITunes Canada          | 19       |
| ITunes Australia       | 28       |

## Fechas de lanzamiento
| País           | Fecha                   | Discográfica        | Formatos         |
| -------------- | ----------------------- | ------------------- | ---------------- |
| Estados Unidos | 14 de mayo de 2010      | Walt Disney Records | Airplay          |
| Estados Unidos | 1 de julio de 2010      | Walt Disney Records | Descarga digital |
| Europa         | 3 de septiembre de 2010 | Walt Disney Records | Descarga digital |